# Сэвидж, Леонард Джимми
Леонард Джимми Сэвидж (англ. Leonard Jimmie Savage; 20 ноября 1917 — 1 ноября 1971) — американский математик и статистик. Лауреат Нобелевской премии Милтон Фридман характеризовал его как «один из немногих, кого я встречал и без сомнения назвал бы гением».

## Биография
Окончил Мичиганский университет, после работал в Институте перспективных исследований в Принстоне, Чикагском университете, Мичиганском университете, Йельском университете и в составе Группы статистических исследований Колумбийского университета. Его научным руководителем был Самнер Майерс, также среди наставников называют Милтона Фридмана и Аллена Уоллиса. В течение Второй мировой войны Сэвидж был ассистентом по статистике Джона фон Неймана.
Внёс вклад в развитие идеи Луи Башелье использования стохастических моделей для оценки стоимости опционов. В 1951 году предложил минимаксный критерий в теории принятия решений — критерий Сэвиджа. Закон 0-1 Хьюита-Сэвиджа в теории вероятностей также носит его имя. Самый известный труд Сэвиджа «Основания статистики» (1954), в котором он предложил теорию субъективной ожидаемой полезности, используемую в байесовской статистике и приложениях теории игр.